# テッド・ネルソン
テッド・ネルソン（Theodor Holm Nelson 1937年6月17日 -）は、アメリカ合衆国の社会学者であり思想家であり情報技術のパイオニアである。彼は1963年に「ハイパーテキスト」と「ハイパーメディア」という用語を生み出し1965年に発表した。彼はまた、トランスクルージョン、Virtuality(電子書籍システムの概念構造)、Intertwingularity(知識の相互関連性)、テレディルドニクスといった用語も生み出した。

## 経歴
ネルソンは1960年にザナドゥ計画を立ち上げ、コンピュータネットワーク上に単純なユーザインタフェースを構築することを目標とした。その成果は1974年の著書『コンピュータ・リブ／夢の機械』および1981年の『リテラリーマシン』で文書化されている。彼の成人後の人生はほとんどザナドゥの実現とその概念を広めることに費やされている。
ネルソンはキャリアを通じて、ハーコートブレースアンドカンパニーでの職務（ザナドゥモニカの作成と後に親友になったダグラス・エンゲルバート; 1966年-1967年）、ブラウン大学（ネルソンに触発されたハイパーテキスト編集システム（HES）とファイル検索および編集システム（FRESS）に関するコンサルタント、スワースモアの友人アンドリーズ・ヴァン・ダムのグループ; 1967年-1969年頃）、ベル研究所（分類されたハイパーテキスト関連の防衛研究; 1968年-1969年）、CBS研究所（ "AVS-10教育装置用のインタラクティブなスライドショーの作成と写真撮影"; 1968年-1969年）、イリノイ大学シカゴ校（学際的なスタッフの位置; 1973年-1976年）およびスワースモア大学（コンピューティングの講義; 1977年）。
ザナドゥ計画は実りのない結果となった。その原因は様々に議論されている。ジャーナリストのゲーリー・ウルフはWIRED誌の1995年6月号でネルソンとザナドゥのありのままの歴史を発表し、「コンピュータ史上もっとも長く続いているベーパーウェア」と評した。ネルソンはこれに対して彼のWebサイト上で嫌悪感を表し「残虐なジャッカル」("Gory Jackal" = "Gorkal") を訴えると脅した。また、プロジェクトの概略についてWIRED誌に手紙を送り、記事に対する詳細な反駁もリリースした。
ネルソンの主張によれば、その構想の一部はティム・バーナーズ＝リーが発明した World Wide Web によって実現されつつあるという。Webの大部分はザナドゥに触発されたものだが、ネルソンは World Wide Web もXMLも全てのマークアップも嫌い、バーナーズ＝リーのやったことは彼の構想を単純化しすぎていると断じた。
HTMLは正に我々が回避しようとしていたことばかりである。壊れることを想定したリンク、外に向かうだけの単方向リンク、ただし版も著作権もオリジナルも管理されていない。– テッド・ネルソン

1977年から1980年まで、イリノイ州エバンストンで itty bitty machine company（略称は "ibm"）という小さなコンピュータ販売店を共同経営していたことがある。初代の Apple I を売っていた数少ない店の1つである。1978年にIBMがパーソナルコンピュータ IBM PC を構想しはじめたとき、ネルソンの描いたビジョンが大きな影響を与えたという。
ネルソンは新しい情報構造 ZigZag に取り組んでおり、ザナドゥ計画のWebサイトで説明されている（ザナドゥの2つのバージョンのコードもある）。相互接続された複数の文書を吟味するシステム XanaduSpace も開発した（初期のバージョンは無料でダウンロード可能）。
彼は現在、思想家であり、オックスフォード大学の客員教授として情報やコンピュータやマンマシンインターフェイス関連分野で活動している。

## 学歴と受賞歴
ネルソンは1959年にスワースモア大学で哲学の学士号を受け、1963年にハーバード大学で社会学の修士号を受け、2002年には慶應義塾大学で政策・メディアの博士号を受けている。1998年、オーストラリアのブリスベンで開催された第七回WWW会議でネルソンはユーリ・ルビンスキー記念賞を受賞し、仕事で初めて表彰されたと述べた。
2001年、フランス芸術文化勲章のシュヴァリエを受章した。2004年、オックスフォード大学のウォドム・カレッジのフェローに任命され、同大学のインターネット研究所に2004年から2006年まで客員フェローとして在籍した。
2007年、70歳の誕生日を記念してサウサンプトン大学に招待され、講演を行った。

## 私生活
彼の父はエミー賞を受賞したTVディレクターのラルフ・ネルソン、母はアカデミー賞を受賞した女優のセレステ・ホルムである。
両親の結婚期間は短く、ネルソンはほとんど祖父母に育てられ、当初はシカゴ、後にグリニッジ・ヴィレッジで過ごした。ノルウェー人とスウェーデン人の血を受け継いでいる。
ザナドゥ計画の発想が生まれたのは、自身が注意欠陥障害だったため、自分の精神活動のバラバラな軌跡を辿る必要に迫られたことも一因だとしている。

## 著書
- Life, Love, College, etc. (1959年)
- Computer Lib: You can and must understand computers now/Dream Machines: New freedoms through computer screens—a minority report (1974年), マイクロソフト出版 1987年版: ISBN 0914845497[13]
- The Home Computer Revolution (1977年)
- 『リテラリーマシン – ハイパーテキスト原論』(原著は1981年), アスキー 1994年版: ISBN 4756104185
- The Future of Information (1997年)
- A Cosmology for a Different Computer Universe: Data Model, Mechanisms, Virtual Machine and Visualization Infrastructure. Journal of Digital Information, Volume 5 Issue 1. Article No. 298, 2004年7月16日
- Geeks Bearing Gifts: How The Computer World Got This Way (2008; Chapter summaries)
- POSSIPLEX: Movies, Intellect, Creative Control, My Computer Life and the Fight for Civilization (2010), autobiography[14][15]

## 語録
- 「ほとんどの人々は馬鹿であり、ほとんどの権威は悪意に満ちており、神は存在せず、何もかもが間違っている。」[1]
- 「ユーザーインターフェイスは、急いでいる初心者が10秒以内に理解できるぐらい簡単にすべきだ。」
- 「規則性が存在しないところに規則性を課すべきではない。」[16]
- 「未来のアーカイブと歴史のファイリングにおいて、技術屋の伝統である階層構造や間違った規則性を人生に満ちている素晴らしい無秩序さに導入させないことを望む。」[16]